# Rusinów (gmina)
Pour les articles homonymes, voir Rusinów.
Rusinów est une gmina rurale (gmina wiejska) de la powiat de Przysucha, dans la Voïvodie de Mazovie, dans le centre-est de la Pologne.
Son siège administratif (chef-lieu) est le village de Rusinów, qui se situe environ 9 kilomètres au nord-ouest de Przysucha (siège de la powiat) et 92 kilomètres au sud de Varsovie (capitale de la Pologne).
La gmina couvre une superficie de 82,93 km2 pour une population de 4 462 habitants en 2006.

## Histoire
De 1975 à 1998, la gmina est attachée administrativement à la voïvodie de Radom.

Depuis 1999, elle fait partie de la voïvodie de Mazovie.

## Géographie
La gmina inclut les villages et localités de :

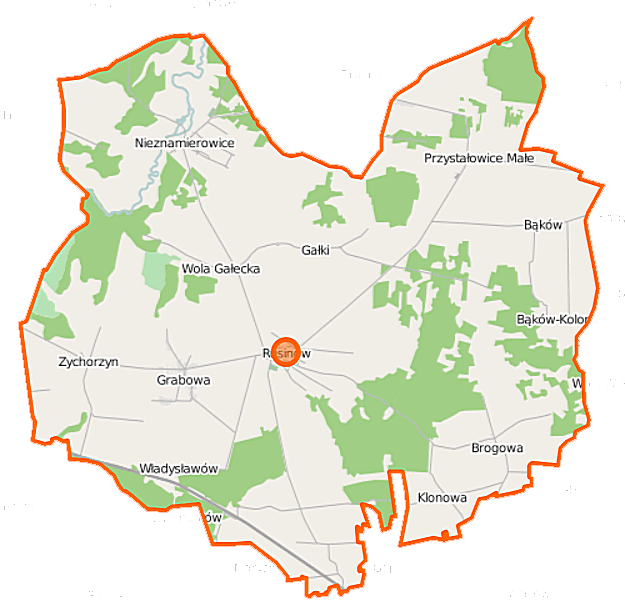
Plan de la gmina

- Bąków
- Bąków-Kolonia
- Brogowa
- Gałki
- Grabowa
- Karczówka
- Klonowa
- Krzesławice
- Nieznamierowice
- Przystałowice Małe
- Rusinów
- Władysławów
- Wola Gałecka
- Zychorzyn

### Gminy voisines
La gmina de Rusinów est voisine des gminy suivantes :
- Drzewica
- Gielniów
- Klwów
- Odrzywół
- Potworów
- Przysucha

## Structure du terrain
D'après les données de 2002, la superficie de la commune de Rusinów est de 82,93 km2, répartis comme tel :
- terres agricoles : 68 %
- forêts : 25 %

La commune représente 10,36 % de la superficie du powiat.

## Démographie
Données en 2006 :
| Description        | Total  | Total | Femmes | Femmes | Hommes | Hommes |
| ------------------ | ------ | ----- | ------ | ------ | ------ | ------ |
| Unité              | Nombre | %     | Nombre | %      | Nombre | %      |
| Population         | 4 451  | 100   | 2 239  | 50,3   | 2 212  | 49,7   |
| Densité (hab./km²) | 53,7   | 53,7  | 27     | 27     | 26,7   | 26,7   |